# Pasly
 Pasly  es una población y comuna francesa, en la región de Picardía, departamento de Aisne, en el distrito de Soissons y cantón de Soissons-Nord.

## Demografía
| 319 | 558 | 902 | 1018 | 1119 | 1067 |
| Para los censos de 1962 a 1999 la población legal corresponde a la población sin duplicidades (Fuente: INSEE [Consultar]) |     |     |      |      |      |